# Juntusjärvi
Juntusjärvi är den nordostligaste delen av sjön Akkojärvi i Finland. Den ligger i Suomussalmi kommun i landskapet Kajanaland, i den nordöstra delen av landet, 600 km norr om huvudstaden Helsingfors. Juntusjärvi ligger 201 meter över havet.